# Brachiaria uzondoiensis
Brachiaria uzondoiensis är en gräsart som beskrevs av Sánchez-ken. Brachiaria uzondoiensis ingår i släktet Brachiaria och familjen gräs. Inga underarter finns listade i Catalogue of Life.